# Фарв, Бретт
Бретт Лоренцо Фарв (англ. Brett Lorenzo Favre (/ˈfɑrv/); род. 10 октября 1969, Галфпорт, штат Миссисипи, США) — игрок в американский футбол, стартовый квотербек команд «Атланта Фалконс» (1991), «Грин Бэй Пэкерз» (1992—2007), «Нью-Йорк Джетс» (2008) и «Миннесота Вайкингс» (2009—2010), выступающих в Национальной футбольной лиге (НФЛ).

## Карьера
Фарв был выбран на драфте НФЛ 1991 года во втором раунде под общим 33-м номером командой «Атланта Фэлконс». После одного сезона в ней, 10 февраля 1992 года его обменяли в команду «Грин Бэй Пэкерз», получив взамен право выбора в первом раунде следующего драфта. В новой команде он впервые стартовал в третьей игре сезона 1992 года и играл без перерыва до окончания сезона 2007 года, после чего перешёл в «Нью-Йорк Джетс», где провёл сезон 2008 года, а затем — в «Миннесота Вайкингс», где играл до завершения карьеры.
Вместе с «Пэкерз» он два раза подряд доходил до Супербоула: в первый раз одержав победу над «Нью-Ингленд Пэтриотс» в Супербоуле XXXI, а второй проиграв «Денвер Бронкос» в Супербоуле XXXII. Фарв провёл в НФЛ 19 сезонов и стартовал в каждой игре своих команд, начиная со своего первого старта в 1992 году за «Пэкерс» и вплоть до игры «Миннесота Вайкингс» — «Нью-Йорк Джайентс» 5 декабря 2010 года, которую он был вынужден пропустить из-за травмы. После пропущенной игры он провёл ещё одну, 20 декабря 2010 года против «Чикаго Беарз», после чего 17 января 2011 года официально объявил о завершении карьеры игрока.

## Достижения
Фарв является первым игроком в истории НФЛ три раза (1995—1997) выигравшим титул самого ценного игрока сезона по мнению «Associated Press» (Второй — Пэйтон Мэннинг в 2008 году. Пейтон Мэннинг — единственный игрок, которому этот титул присуждался пять раз). Ему принадлежит рекорд по наибольшему количеству выходов в стартовом составе без единого пропуска среди игроков НФЛ, выступающих на любой позиции (297, а включая плей-офф 321). Он является обладателем всех возможных карьерных статистических рекордов среди квотербеков: наибольшее количество завершённых пасов (6,300), наибольшее число попыток паса (10,169), наибольшая сумма пасовых ярдов (71,838). Со 186 победами за карьеру (в регулярном чемпионате, к ним нужно добавить ещё 13 побед в плей-офф) Фарв является самым выигрывающим квотербеком в истории НФЛ и единственным, на чьем счету победы над всеми 32 командами лиги. Только в сезоне 2014 Пэйтон Мэннинг повторил это достижение, одержав победу над своим бывшим клубом — Индианаполисом.

## Личная жизнь
У Фарва есть жена, которую зовут Деанна. Свадьба прошла 14 июля 1996 года. У них две дочери — Британни (родилась 6 февраля 1989 года) и Брелей (родилась 13 июля 1999 года).
Бретт Фарв является лицом обложки игры Madden NFL 09.